# Republik Lokot

Flagge der „Russischen Volksbefreiungsarmee“ RONA, die von der Republik Lokot genutzt wurde

Die Republik Lokot (russisch: Ло́котская Респу́блика) war eine von 1941 bis 1943 bestehende halbautonome Region im von Deutschland besetzten Teil der Sowjetunion, die unter der Herrschaft bzw. „(Selbst-)Verwaltung“ einer Gruppe russischer Kollaborateure stand und ihren Sitz im kleinen Städtchen Lokot (Локоть) in der Oblast Orjol (damalige Schreibweise „Orel“; heute Oblast Brjansk) hatte. Die „Republik“ umfasste das Gebiet mehrerer Rajons der Oblaste Orjol und Kursk.

## Geschichte

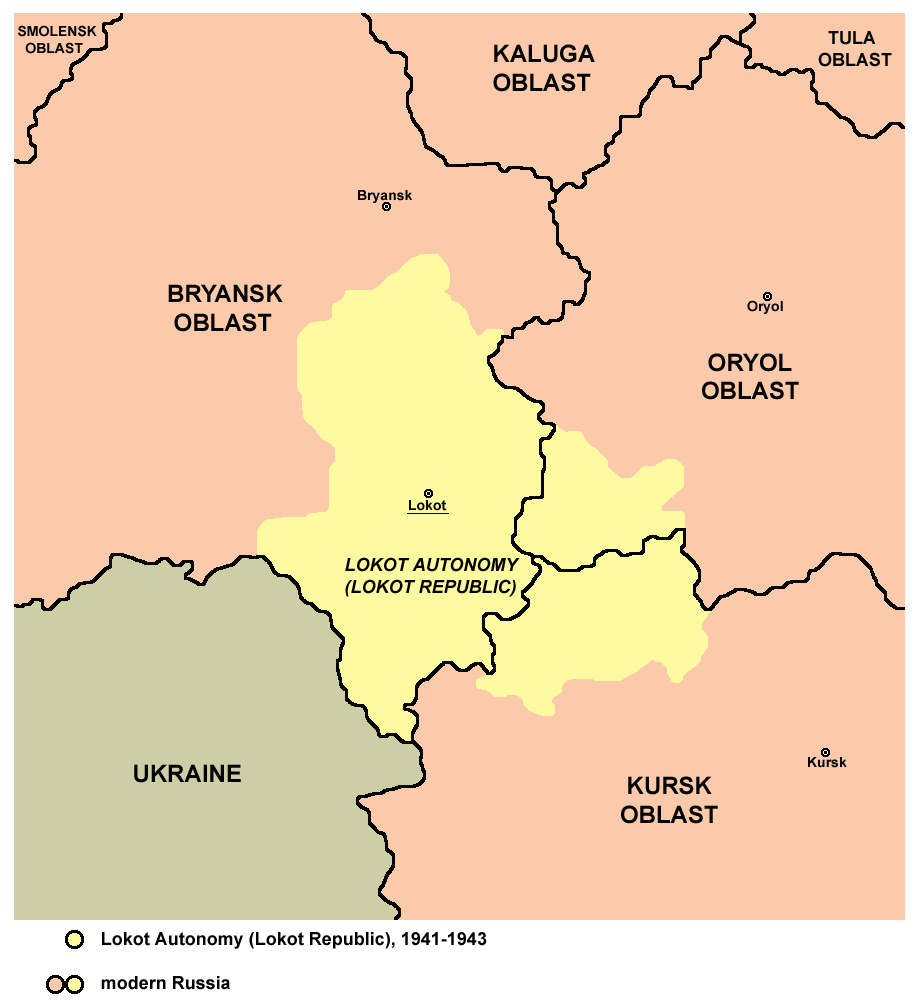
Das Territorium der „Republik Lokot“

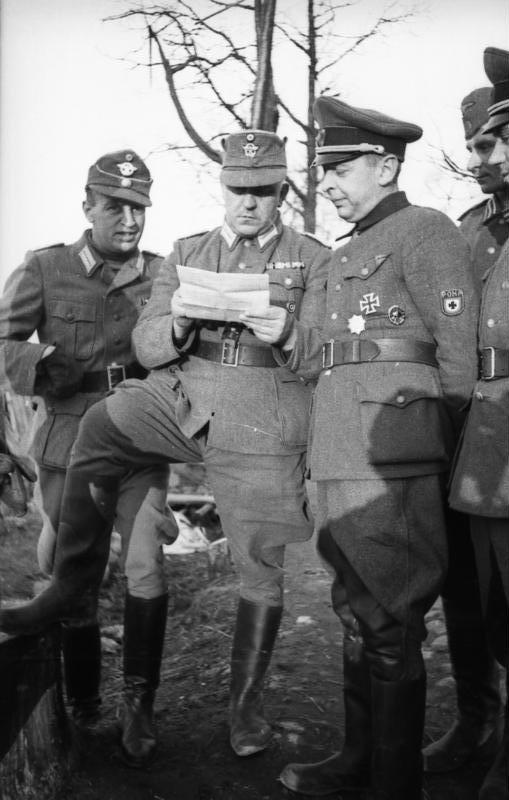
Bronislaw Kaminski (rechts) mit Offizieren der deutschen Polizei, 1944

Die deutschen Besatzungsbehörden unter dem Oberbefehlshaber der 2. Panzerarmee, Generaloberst Rudolf Schmidt, setzten 1941 den Ingenieur Konstantin Woskoboinik (auch: Woskobojnik oder Voskoboinik) als Bürgermeister der Gegend von Lokot ein. Woskoboinik und sein Studienkollege, der Ingenieur Bronislaw Kaminski, beide vormals politische Gefangene des stalinistischen Regimes, begannen mit deutscher Genehmigung eine Selbstschutzmiliz aufzustellen, um sich gegen die in immer größerer Zahl auftretenden sowjetischen Partisanen zu schützen und – damit verbunden – auch ihre deutschen Schirmherren in ihrem Antipartisanenkampf zu entlasten. Aus dieser Miliz, deren Angehörige zum Teil auch zwangsrekrutiert worden waren, ging die spätere „RONA“ hervor. Nachdem Woskoboinik im Kampf gefallen war (anderen Darstellungen zufolge wurde er von einem Kommando des NKWD getötet), wurde Kaminski zum Bürgermeister von Lokot und zum Kommandeur der inzwischen zur Brigade angewachsenen Selbstschutzmiliz ernannt.
Im Gegensatz zu vielen anderen „selbst verwalteten“ Gebieten unter deutscher Besatzung stand die Republik von Lokot nicht unter direkter Kontrolle durch deutsche Stellen. Im Gegenzug leistete die Republik einen Tribut, meist in Form von Getreide, und ihre „Streitkräfte“, das heißt Kaminskis antisowjetische Miliz, hielten diesen Teil der besetzten Sowjetunion auch frei von Partisanen.
In Lokot und Umgebung waren viele ehemalige politische Gefangene zwangsangesiedelt worden, die 1941 aus den Lagern des Gulag entlassen worden waren, aber denen es verboten war, sich in größeren Städten niederzulassen. Daraus erklärt sich die große Unterstützung, die Woskoboinik und Kaminski dort erfuhren. Die Kollektivierung der Landwirtschaft wurde rückgängig gemacht und viele Handwerker und Gewerbetreibende erhielten die Erlaubnis ihren Geschäften nachzugehen. Der Schulbetrieb wurde aufrechterhalten, es gab einen Radiosender und ein Theaterensemble in der nahegelegenen Stadt Brjansk. Zeitungen erschienen, mit der für deutsche Besatzungsgebiete typischen Mischung von antisowjetischen und antisemitischen Artikeln.
Ende 1943, als die Rote Armee kurz vor der Eroberung des Gebiets der Republik Lokot stand, wurden mehr als 30.000 ihrer Bewohner (im Wesentlichen Kaminskis Brigade und deren Angehörige) nach Lepel in der Wizebskaja Woblasz evakuiert, wo sie erneut versuchten ein Selbstverwaltungsgebiet zu etablieren. Die Brigade sollte in eine Division der Waffen-SS umgewandelt werden, wogegen ranghohe Befehlshaber der Waffen-SS protestierten, angeblich aufgrund ihres Entsetzens über die während der Niederschlagung des Warschauer Aufstands verübten Gräueltaten, die von den Kämpfern aus Lokot begangen worden waren. Möglicherweise war das Entsetzen der deutschen Befehlshaber aber auch nur vorgetäuscht und tatsächlich ging es ihnen darum, potentielle Konkurrenten um die Beute des Warschauer Aufstands zu entfernen. Kaminskis Einheit wurde jedenfalls im November 1944 aufgelöst und auf andere russische Freiwilligenverbände verteilt. Die Republik Lokot hatte zu diesem Zeitpunkt bereits zu bestehen aufgehört.

## Rezeption
Anatoli Iwanows Roman Ewiger Ruf (Вечный зов) und die daran angelehnte Fernsehserie waren in der Sowjetunion sehr beliebt, die historischen Umstände aber wenig bekannt.